# Antonio Bisigato
Antonio Bisigato (Treviso, 26 luglio 1911 – Treviso, 16 marzo 1965) è stato un calciatore, allenatore di calcio e dirigente sportivo italiano, di ruolo attaccante.

## Carriera

### Club
Cresciuto calcisticamente nelle giovanili del Treviso, passa in prima squadra in Prima Divisione, esordendo il 18 dicembre 1927 in Treviso-Fiumana (2-1).
Nel 1931 milita nel Bari, dove esordisce in Serie A il 20 settembre 1931 in Genova 1893-Bari (3-0). Successivamente gioca nella Lazio, nell'Ambrosiana-Inter, dove conquista lo scudetto nella stagione 1937-1938, e nel Venezia.
Chiude la carriera nella sua città natale, Treviso.

### Allenatore
Nella stagione 1942-43, terminata la carriera di calciatore nella marca trevigiana, inizia subito quella di allenatore guidando lo stesso Treviso.
Guida il Treviso nella prima stagione in Serie B 1945-46 e nella promozione in serie cadetta nella stagione 1949-50, subentrando all'ungherese János Neu.
Nella stagione 1950-51 cede il posto di allenatore a Nereo Rocco, assumendo quindi la carica di direttore tecnico.

## Palmarès

### Giocatore
- Campionato italiano: 1

Inter: 1937-1938

### Allenatore
- Serie C: 1

Treviso: 1949-1950